# لورنس كلين
ولد لورانس كلاين في (و. 14 سبتمبر 1920 أوماها نبراسكا- ت. 20 أكتوبر 2013 بنسلفانيا) حيث كان أخوه الأكبر خير عون له في الرياضيات والإنجليزية واللغات الأجنبية والتاريخ. وكان لفترة الكساد الاقتصادي الكبير تأثير عميق على رسالته الفكرية والمهنية خصوصا قبيل الحرب العالمية الثانية. التحق بكلية الرياضيات في مدينة لوس انجلوس إلا أنّه تخرج في جامعة كاليفورنيا (بيركلي).

## رحلة عمله
تهيأت له فرصة الدراسة في معهد ماساتشوستس للتقنية في ظل ارتفاع نجم «بول سأمويلسون» وكانت تجربة لا تنسى. وبعد أن أكمل اطروحته قرر بول سأمويلسون أن يضمه الي الفريق وكانت تلك الخطوة الكبرى في حياته وهي الانضمام إلى الفريق في الاقتصاد القياسي التابعة لجامعة شيكاغو مع يعقوب مارشاك وتينبرجين وكانت المحاولات المبكرة في بناء نموذج اقتصادي للولايات المتحدة، وفي شيكاغو كان في وسط حقيقي للنجوم مثل لي هافيلمو وتجالينغ كوبمانز تيودور اندرسونو ليونيد هورويتش وهيرمان روبن وكينيث ارو ودون باتينكين وهيرمان شيرنوف وهيربرت سيمون وغيرهم.
أكمل أول مجموعة من النماذج من ماكرويكونوميتريك في الاقتصاد القياسي وترك النرويج في أكتوبر 1947 لقضاء سنة أكاديمية مع أولافور فريش ولي هافيلمو. على الطريق من شيكاغو قضي صيف 1947 في اوتاوا بكندا للمساعدة على إقامة أول سلسلة من النماذج الاقتصادية للحكومة الكنديه وخلال عام 1948 اتيحت له الفرصة لزيارة الاقتصاديون في السويد (هيرمان، أريك لاندبيرج ولينداهل واريك واولافور ويان تينبرجين) وإنجلترا (ريتشارد ستون) وبول نورغارد - راسموسن الذي يزور أوسلو ويورغن بيدرسن ارهوس وعندما عاد إلى أمريكا في خريف عام 1948، انضم إلى موظفي المكتب الوطني للابحاث الاقتصادية بدعوة من آرثر بيرنز وتمكن من احراز بعض الدراسات الاقتصادية للإنتاج وظائف افتتاح القمة التي صمدت امام اختبار الزمن. أصبح مهتم في ذلك الوقت في إمكانية تقدير آثار الثروة، خصوصا الأصول السائلة، جامعة ميتشيغان).
عمل مع جيمس مورغان على مشاكل مشابهة، وذهب إلى اوكسفورد في معهد الإحصاء للعمل على البيانات من اكسفورد للدراسات والادخار لبناء نموذج للمملكة، وخلال أربع سنوات من الإقامة في اوكسفورد بدأت بعض الدراسات النظرية في التعامل مع الاقتصاد القياسي (طرق الاستدلال الإحصائي) وأخيرا عاد إلى أمريكا للانضمام إلى هيئة التدريس في جامعة بنسلفانيا عام 1958. على غرار مشاريع عمل لكثير من البلدان، اليابان، إسرائيل، والمكسيك على وجه الخصوص. في عام 1959 وضع نموذج اقتصادي للولايات المتحدة. شارك في هذا المشروع باعتباره المحقق الأساسي والمشرع لأكثر من 10 عاما.

## روابط خارجية
- لورنس كلين على موقع الموسوعة البريطانية (الإنجليزية)
- لورنس كلين على موقع مونزينجر (الألمانية)
- لورنس كلين على موقع إن إن دي بي (الإنجليزية)